# 亞納角

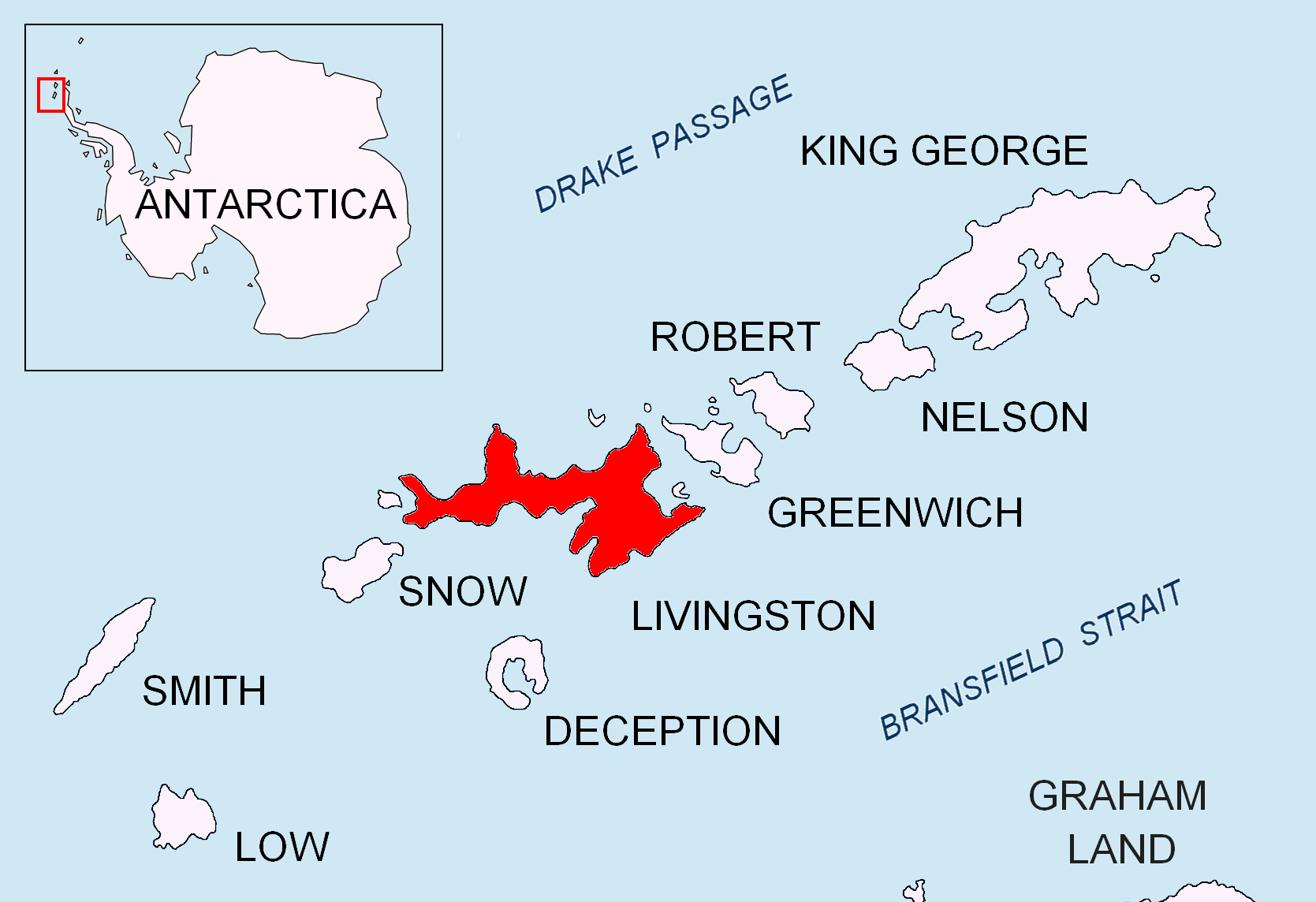

亞納角是南極洲的海岬，位於南設得蘭群島的利文斯頓島東部，處於赫爾梅特峰東北面3.7公里、愛丁堡山以南9公里和里拉角以西1.93公里，該島峰以保加利亞西部的鄉鎮命名。
62°37′24″S 60°00′34″W / 62.62333°S 60.00944°W

## 外部連結
- Yana Point.（页面存档备份，存于） SCAR Composite Gazetteer of Antarctica.